# فأر النهر
فأر النهر (Clethrionomys glareolus') هو فأر صغير ذو فرو بني محمر مع بعض البقع الرمادية، وذيل يبلغ طوله حوالي نصف طول جسمه. إنه قارض يعيش في المناطق الحرجية ويبلغ طوله حوالي 100 مليمتر (3.9 بوصة). يُوجد فأر النهر في معظم أنحاء أوروبا وشمال غرب آسيا. هو من الأنواع الأصلية في بريطانيا العظمى ولكنه ليس من الأنواع الأصلية في أيرلندا، حيث تم إدخاله عن طريق الخطأ، وقد استعمر الآن معظم جنوب وجنوب غرب أيرلندا.
يعيش فأر النهر في الأحراج وأسوار الأشجار وغيرها من النباتات الكثيفة مثل السرخس والتوت. يكون عشه تحت الأرض مبطناً بالطحالب والريش والألياف النباتية ويحتوي على مخزون من الغذاء. يمكنه العيش من ثمانية عشر شهرًا إلى عامين في البرية وأكثر من 42 شهرًا في الأسر، وهو في الغالب عشبي، حيث يأكل البراعم واللحاء والبذور والمكسرات والأوراق والفواكه وأحيانًا الحشرات وغيرها من اللافقاريات الصغيرة. يتسلق بسهولة إلى الشجيرات وفروع الأشجار المنخفضة على الرغم من أنه ليس مرنًا مثل الفأر. يتكاثر في جحور ضحلة، حيث ترعى الأنثى حوالي أربعة براري من الصغار خلال الصيف.

## الوصف
فأر النهر هو قارض صغير يشبه الفأر عندما يكون صغيرًا، ولكنه يطور جسدًا أكثر سمكًا ورأسًا مستديرًا قليلاً مع آذان وعينين أصغر وذيلًا أقصر مغطى بالشعر. السطح الظهري له بني محمر، مع طبقة تحتية رمادية، والجوانب رمادية مع لمسة من البني المحمر. الأجزاء السفلية بيضاء رمادية أحيانًا مع تلوين أصفر باهت. الآذان أكبر من تلك الموجودة في معظم الفئران. يتراوح طول جسم ورأس البالغين بين 3.25 و 4.75 بوصة (83 و 121 مـم)، بينما يتراوح طول الذيل من 1.5 إلى 3 بوصة (38 إلى 76 مـم). يتراوح الوزن بين 15.4 و 36 غرام (0.54 و 1.27 أونصة). تكون الحيوانات الصغيرة أغمق لونًا مع أجزاء سفلية أكثر رمادية. فأر النهر قادر على إصدار أصوات خافضة، ويمكنه أن يصدر صرخات منخفضة النبرة. في حالات الضيق والعزلة، لوحظ أنه يصدر صوتًا يشبه بكاء الإنسان.
في مناطق مثل بريطانيا العظمى، حيث الفأر الصغير الآخر هو الفأر قصير الذيل (Microtus agrestis), يتميز فأر النهر بآذانه الأكثر بروزًا، وفروه البني الجوزي، وذيله الأطول الذي عادة ما يمثل 50% من طول الجسم. أما الفأر ذو الظهر الأحمر الشمالي (Clethrionomys rutilus) من شمال اسكندنافيا وروسيا، فيمتاز بذيل أقصر ولون أفتح مع رمادي أقل في فروه. بينما الفأر ذو الظهر الرمادي (Craseomys rufocanus) من شمال أوراسيا، فهو أكبر ويتميز بظهره الأحمر الواضح.

## التوزيع
يتمتع فأر النهر بتوزيع بالئاركتك. هو أصلي في أوروبا وآسيا الصغرى وأجزاء من سيبيريا الغربية. لا يوجد في آيسلندا أو شمال فينو-سكنديا (باستثناء فنلندا) وهو غائب عن معظم شبه الجزيرة الإيبيرية وأجزاء من إيطاليا وبلقان. تم إدخاله إلى جنوب غرب أيرلندا في الخمسينيات، وهناك مخاوف من أنه قد يحل محل فأر الخشب (Apodemus sylvaticus). توجد تحت نوع على جزيرة سكومر في غرب ويلز، يُعرف باسم فأر سكومر (Myodes glareolus skomerensis), وهو أكبر بكثير من فأر النهر في البر الرئيسي، وقد يوجد حوالي 20,000 فرد في الجزيرة في أواخر الصيف.

## الموطن
يُوجد فأر النهر في الغابات، خاصة في الغابات المتساقطة والمختلطة مع الشجيرات والنباتات المنخفضة وأوراق الشجر. كما يتواجد في أسوار الأشجار، وحواف الحقول، وبين السرخس والتوت، وعلى ضفاف الأنهار، وفي المستنقعات والحدائق. في المناطق الجبلية والجزء الشمالي من نطاقه، يتواجد في الغابات الصنوبرية على ارتفاعات تصل إلى 1,800 متر (5,900 قدم). لا يوجد على التربة العارية ويبدو أن وجود غطاء أرضي كافٍ هو ضرورة. في المنطقة البحر الأبيض المتوسط، في أقصى جنوب نطاقه، يُعتبر متخصصًا في الموطن ويُوجد في الغابات الرطبة ولكن ليس في المراعي والأماكن الشجرية. عند أطراف المناطق الحرجية، من الممكن أن يكون هناك ميتوبوبوليشن يتكون من عدد من السكان المتباعدين من فأر النهر الذين يأتون ويذهبون حسب الموسم والأحداث المحلية. قد تكون بعض المناطق خالية من الفئران خلال الشتاء وتُعاد توطينها خلال الصيف، لتصبح فارغة من الفئران مرة أخرى في أكتوبر. كلما ابتعدت عن الغابة المأهولة بشكل دائم، يقل عدد الإناث وتزداد التقلبات في عدد الأفراد.

## السلوك

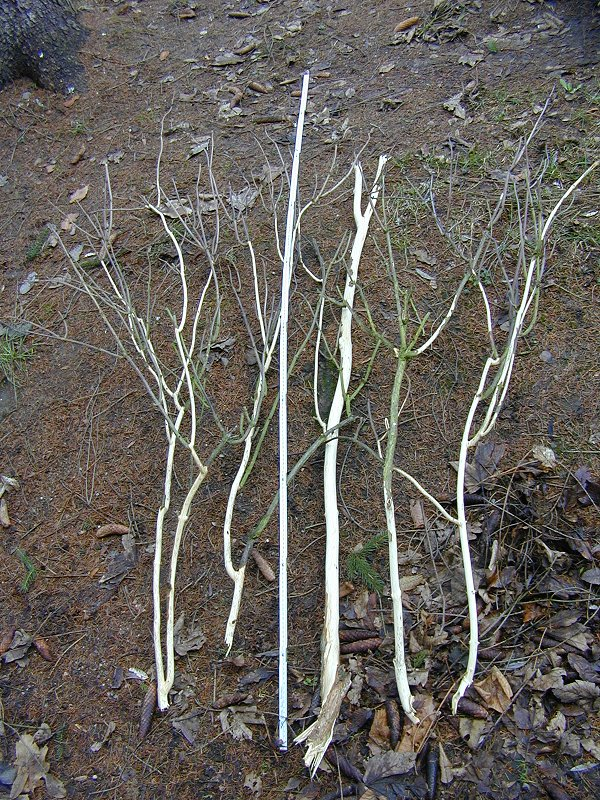
أغصان من elder (Sambucus nigra) تضررت بفعل فأر النهر

فأر النهر نشط خلال النهار وكذلك في الليل. لا يدخل في سبات خلال الشتاء. يقوم بحفر جحور طويلة وضحلة ذات فروع متعددة ومخارج عديدة، وأحيانًا يقوم بالحفر تحت أوراق الشجر. يجمع ويخزن الطعام تحت الأرض ويصنع عشه باستخدام الطحالب والأعشاب الجافة والأوراق بالقرب من السطح أو حتى فوق الأرض. بشكل عام، هو جريء جدًا لكنه أيضًا شديد الانتباه إلى صرخات الحيوانات الأخرى مثل التيت (الطيور) التي تحذر من المفترسات الجوية.
يعتبر فأر النهر قارضًا عشبيًا في المقام الأول. يتنوع نظامه الغذائي حسب الموسم ولكنه عادةً ما يتكون من الأوراق والأعشاب والجذور والبراعم واللحاء والفواكه والمكسرات والحبوب والبذور. عند تناول سيقان العشب، قد يقوم بقص السيقان ووضع القطع المقطوعة في أكوام. يتم حمل بعض الطعام إلى الجحر حيث يتم الاحتفاظ به في غرف تخزين مخصصة. أحيانًا يأكل الطعام الحيواني على شكل حشرات وعناكب وديدان، وقد يأخذ البيض من أعشاش الطيور التي تعشش على الأرض.
فأر النهر يتسلق جيدًا وفي الشتاء يتغذى على لحاء الأشجار بما في ذلك خشب الزان والقيقب والصنوبر على ارتفاعات تصل إلى عدة أمتار فوق الأرض. كما يأكل شتلات الأشجار ويقلل من التجديد الطبيعي للغابات، وعندما يتواجد بأعداد كبيرة، يُعتبر آفة في الغابات. ومع ذلك، فإن ضرره نسبيًا منخفض في النظام البيئي الصحي لأن الأضرار الكبيرة تحدث فقط عندما تتزايد الأعداد، ونظرًا لوجود عدد كبير من الأعداء الطبيعيين، يتم عادةً الحفاظ على عدد سكانه تحت السيطرة.
تكون الإناث عادةً أكبر من الذكور، ولكن يحدث انحياز جنسي تباين الحجم الجنسي في populations الجبلية، ربما بسبب نقص المفترسات وزيادة المنافسة بين الذكور.

## التكاثر

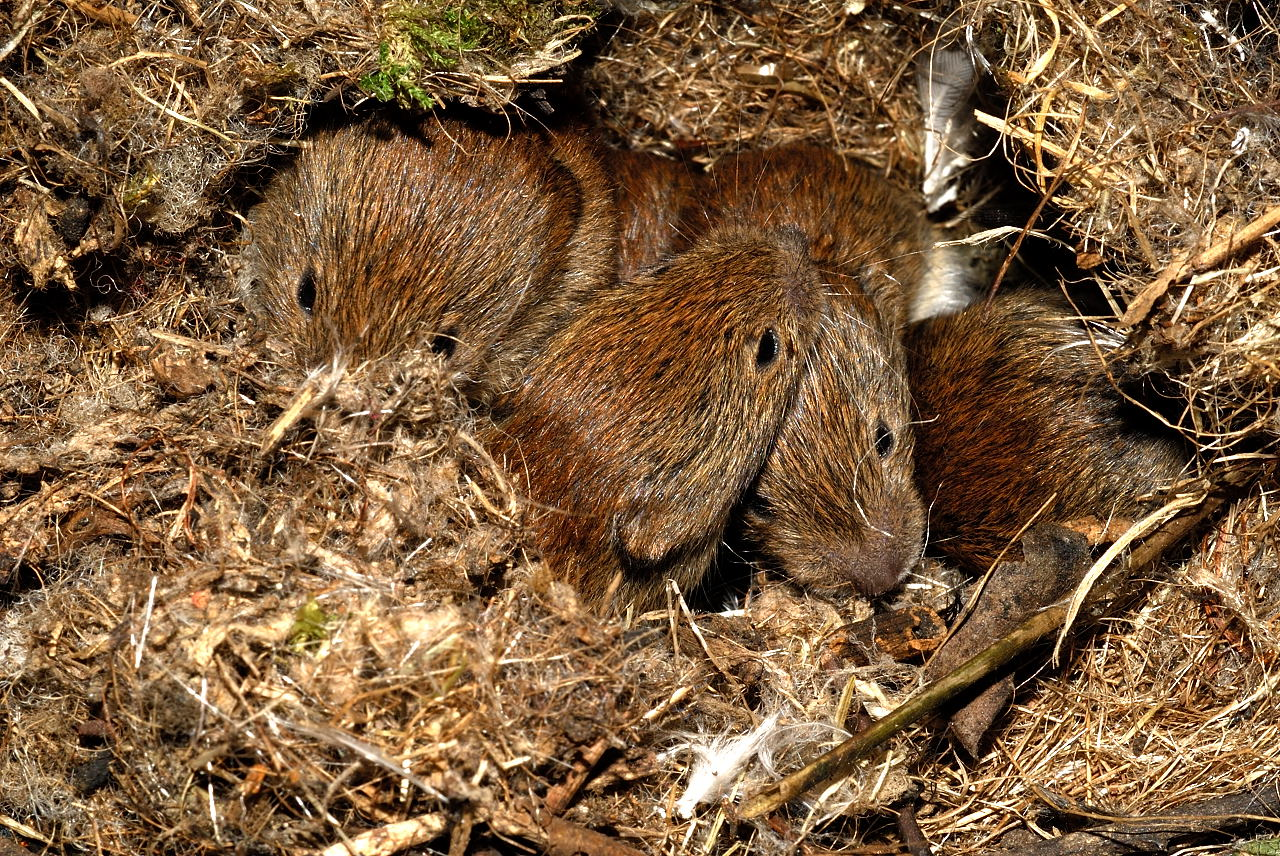
فئران مصرفية صغيرة في عشه تحت كومة من الخشب

تحافظ الإناث على أراضٍ قد تتداخل بعض الشيء، بينما يشغل الذكور أراضٍ أكبر تغطي أراضي عدة إناث. عادةً ما تكون مساحة المنزل للإناث بين 500 و 2,000 متر مربع (5,400 و 21,500 قدم2). تستمر فترة التكاثر من أواخر أبريل حتى سبتمبر. يبدو أن الإناث تفضل الذكور المسيطرين وقد تتجنب بنشاط الذكور المتجولين الآخرين. متوسط فترة الحمل 21 يومًا، وتكون أطول إذا كانت الأنثى لا تزال ترضع من نسل سابق. يمكن أن تصل القمامة إلى عشرة صغار ولكن العدد المتوسط هو من أربعة إلى ثمانية. أحيانًا تقتل الإناث الصغار في الجحور في أراضٍ مجاورة، وأحيانًا يقتل الذكور الصغار قبل التزاوج مع أمهاتهم، ربما كتكتيك لضمان تفوق نسله. تكون الصغار عارية وعاجزة وتفتح عيونها في حوالي تسعة أيام. يتم فطامهم في 20 إلى 25 يومًا، وتصبح الإناث ناضجة جنسيًا في ستة أسابيع بينما يصل الذكور إلى النضوج في ثمانية أسابيع. يمكن أن يكون هناك ما يصل إلى أربعة ولادات في السنة، ومع بدء الصغار في التكاثر، تتزايد الأعداد بسرعة خلال أشهر الصيف. يعيش فأر النهر لمدة تصل إلى عامين في البرية. في الأسر، يمكن أن تزيد هذه المدة إلى أكثر من 42 شهرًا، حيث تميل الفئران الأكبر سنًا إلى قضاء معظم الوقت في الراحة، وتكون أقل نشاطًا بدنيًا، على الرغم من أنها لا تزال قادرة على استخدام العجلة.
تظهر ذكور فأر النهر سلوك تجنب زواج الأقارب، حيث تجد الإناث غير الأخوات أكثر جاذبية من الأخوات.

## البيئة

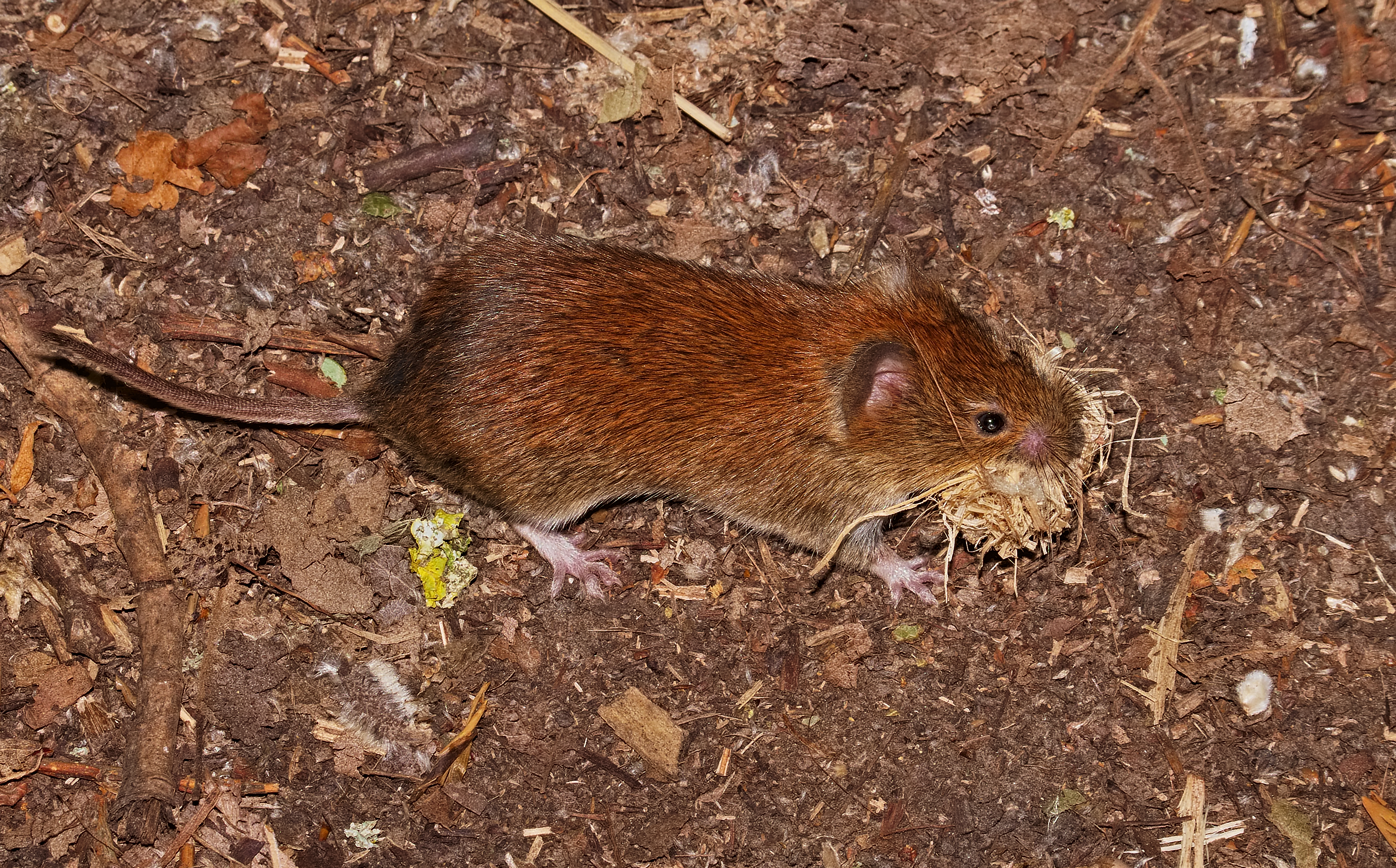
فأر مصرفي يحمل مواد العش

فأر النهر متوفر بكثرة خلال معظم فصول السنة ويلعب دورًا مهمًا في النظام الغذائي لمجموعة متنوعة من المفترسات بما في ذلك الثعلب الأحمر (Vulpes vulpes)، السمور (Mustela erminea), أصغر سمور (Mustela nivalis), المنك الأوروبي (Mustela lutreola), الباز المشترك (Falco tinnunculus), الباز ذو الأرجل الخشنة (Buteo lagopus) والبومة البنية (Strix aluco). تحاول الفئران تجنب القبض عليها من خلال تجنب المناطق المفتوحة، باستخدام الأنفاق والمسارات المألوفة عبر الغطاء النباتي.
يعمل فأر النهر كخزان للعدوى لفيروس Puumala، الذي يمكن أن يصيب البشر، مما يسبب حمى نزفية تعرف باسم التهاب الكلى الوبائي، وفي الحالات الشديدة، حتى الموت. على الرغم من أن هذا فيروس هانتا قد تطور مع المضيف الخاص به، إلا أن وجوده بين السكان يبدو أنه يقلل من معدلات بقائهم خلال الشتاء.

## الحالة
يمتلك فأر النهر نطاقًا واسعًا جدًا عبر أوروبا وغرب آسيا. تعتمد كثافة السكان على الوقت من السنة والموقع وتختلف ما بين ستة ومئة فرد لكل هكتار. يتباين حجم السكان من سنة إلى أخرى ولكن على المدى الطويل يبدو أنه مستقر. لهذه الأسباب، قامت الاتحاد الدولي لحفظ الطبيعة بتصنيف فأر النهر على أنه "الأقل قلقًا" في القائمة الحمراء للأنواع المهددة. عندما يعيش على حواف الطرق، يمكن أن يعاني فأر النهر من سمية الرصاص، وقرب المزارع قد يتأثر بمبيدات المبيدات الحشرية ومبيدات القواقع ومبيدات القوارض.